# Naser Khader
Naser Khader (arabul: ناصر خضر) (1963. július 1.) a dán parlament konzervatív képviselője.
Korábban a szociálliberális párt és a Liberális Szövetség képviselője is volt; utóbbit alapító elnökként vezette 2009. január 5-ig. A demokrácia és az iszlám békés együttélésének szószólójaként Mérsékelt Muszlimok néven (később átnevezték Demokrata Muszlimok névre) új mozgalmat alapított, amikor a Jyllands-Posten Mohamed-karikatúrái körüli botrány kirobbant.
A 2007. november 13-i választásokon Khader Liberális Szövetsége öt parlamenti helyet szerzett. Pártjának fokozódó hanyatlása után azonban ő maga is elhagyta azt. Rövid ideig független képviselő volt, 2009. március 17-én a Konzervatív Néppárt tagja lett.
Khader társalapítója a világszerte ismert iszlámkritikusok szövetségének, akik a szólásszabadságért és a mérsékelt muszlimok támogatásáért dolgoznak. A burkát dántalannak és a nőkkel szemben elnyomónak nevezte, és teljes betiltása mellett szállt síkra.

## Fordítás
- Ez a szócikk részben vagy egészben a Naser Khader című angol Wikipédia-szócikk ezen változatának fordításán alapul.  Az eredeti cikk szerkesztőit annak laptörténete sorolja fel. Ez a jelzés csupán a megfogalmazás eredetét és a szerzői jogokat jelzi, nem szolgál a cikkben szereplő információk forrásmegjelöléseként.

## Külső hivatkozások
- Hivatalos honlap (dán, angol)

1. ↑  Les lauréats du Prix de la Laïcité et les présidents du jury depuis 2003. Comité Laïcité République